# Lago di Corbara (Weinbaugebiet)
Das Weinbaugebiet Lago di Corbara liegt am namensgebenden Stausee Lago di Corbara östlich von Orvieto in der italienischen Region Umbrien. Seit dem 1. Juli 1998 genießen die hier hergestellten Weine den Status einer Denominazione di origine controllata (kurz DOC). Im Jahr 2014 wurde die Denomination zuletzt aktualisiert.

## Anbau
Der Anbau und die Vinifikation der Weine ist in folgenden Gemeinden gestattet:
In der Gemeinde Baschi und in Teilen der Gemeinde Orvieto bzw. deren Stadtteilen Corbara, Fossatello, Colonnetta di Prodo, Prodo und Titignano.
Die DOC überschneidet sich dabei mit den Denominationen Orvieto und Rosso Orvietano.

## Erzeugung
Folgende Weintypen dürfen gemäß Denomination als DOC-Wein erzeugt werden:
Verschnittweine
- Lago di Corbara Rosso und Rosso „Riserva“: Müssen mindestens 70 % der Rebsorten Cabernet Sauvignon, Merlot, Pinot nero und/oder Sangiovese (einzeln oder gemeinsam) enthalten. Höchstens 30 % andere rote Rebsorten, die für den Anbau in der Region Umbrien zugelassen sind, dürfen zugesetzt werden.
- Lago di Corbara Bianco und Bianco „Riserva“ – auch als „Vendemmia tardiva“ (Spätlese) oder „Passito“: Müssen zu mindestens 60 % aus Grechetto und Sauvignon bestehen. Höchstens 40 % andere weiße Rebsorten, die für den Anbau in der Region Umbrien zugelassen sind, dürfen zugesetzt werden.

Fast sortenreine Weine (jeweils auch als „Riserva“)
Sie müssen zu mindestens 85 % aus der genannten Rebsorte bestehen. Höchstens 15 % andere analoge Rebsorten, die für den Anbau in der Region Umbrien zugelassen sind, dürfen zugesetzt werden.
- Lago di Corbara Cabernet Sauvignon
- Lago di Corbara Merlot
- Lago di Corbara Pinot nero
- Lago di Corbara Sangiovese
- Lago di Corbara Vermentino
- Lago di Corbara Grechetto
- Lago di Corbara Chardonnay
- Lago di Corbara Sauvignon Blanc

## Beschreibung
Laut Denomination (Auszug):

### Lago di Corbara Rosso
- Farbe: rubinrot – tendiert mit zunehmender Reife zu granatrot
- Geruch: charakteristisch, angenehm
- Geschmack: trocken, fruchtig, ausgeglichen manchmal streng
- Alkoholgehalt: mindestens 12,5 Vol.-%, für „Riserva“ mind. 13 Vol.-%
- Säuregehalt: mind. 4,5 g/l
- Trockenextrakt: mind. 21,0 g/l, für „Riserva“ mind. 23 g/l

### Lago di Corbara Bianco
- Farbe: strohgelb
- Geruch: charakteristisch, zart
- Geschmack: von trocken bis halbtrocken, harmonisch
- Alkoholgehalt: mindestens 12,0 Vol.-%, für „Riserva“ mind. 12,5 Vol.-%
- Säuregehalt: mind. 4,5 g/l
- Trockenextrakt: mind. 14,0 g/l